# Aragosa
Aragosa es una pequeña EATIM española del municipio de Mandayona, en la provincia de Guadalajara, comunidad autónoma de Castilla-La Mancha. Situada en una de las salidas del parque natural del Barranco del Río Dulce, es paraje de bravo paisaje alcarreño con escarpadas buitreras. Forma parte del partido judicial de Sigüenza.

## Historia
En un documento de donación al obispo de Sigüenza, Don Bernardo, el rey Alfonso VII otorga su propio fuero a la villa de Aragosa. Dicho documento menciona la existencia de fortificación castellana, de la que no han conseguido hallarse restos, y relata el estado de abandono del lugar por llevar largo tiempo desierto.
Hacia mediados del siglo XIX, el lugar tenía contabilizada una población de 135 habitantes. La localidad aparece descrita en el segundo volumen del Diccionario geográfico-estadístico-histórico de España y sus posesiones de Ultramar de Pascual Madoz de la siguiente manera:

ARAGOSA: l. que forma ayunt. con el inmediato de Mirabueno (1/2 leg.), en la prov. de Guadalajara (10), part. jud., adm. de rent. y dióc. de Sigüenza (2 1/2), aud. terr. y c. g. de Madrid (20): sit. entre peñascos á la orilla del r. Henares; [sic] le baten los aires E. y O., con clima enfermizo por la humedad del r., siendo propenso á dolores reumáticos y tercianas: tiene 17 casas malas, que forman 1 calle, y 1 plaza de 25 varas de largo y 11 de ancho, con el suelo pedrizo y guijarroso, casa municipal con el pósito, escuela de primeras letras, á la que concurren 18 niños de ambos sexos, que abonan al maestro una corta retribucion, é igl. bajo la advocacion de San Pedro Apóstol, aneja á la parr. de Mandayona. Confina el térm. por N. con el de Baides á 1/4 leg., por E. con el de Cabrera á 1/2, S. con los de Mirabueno y Algora á 1/4, y por O. con el de Mandayona á 1/8: comprende 1,698 fan. de terriera, de las que se cultivan 558, y son: 76 de primera clase, 306 de segunda y 174 de tercera; de ellas se riegan 6 fan. que pertenecen á varios huertos, otras se destinan á viñedo, y las incultas permanecen desatendidas por su mala calidad; cruza el térm. el r. Henares, [sic] del cual y de una fuente inmediata se surten los vec.: el terreno es pedregoso y de ínfima calidad: los caminos vecinales, de herradura y en mal estado: el correo se recibe en Torremocha del Campo por medio de un vec. los miércoles y sábados, y se despacha en los siguientes dias: prod.: trigo ínfimo, centeno, cebada, avena, cáñamo, uvas, judías y patatas; se mantiene muy poco ganado lanar, menos de cabrio y de cerda, 3 yuntas de bueyes de labor, 5 de mulas y 4 de caballerias menores, algunas colmenas, caza menor, y la pesca de truchas, anguilas y otros peces que prod. el r.: ind.: una fáb. de papel blanco ordinario y dos molinos harineros: pobl.: 31 vec., 135 alm.: cap. prod.: 455,560 rs.: imp.: 41,000: contr.: 1,843 rs. 17 mrs.: presupuesto municipal: 900, del que se pagan 80 al secretario, y se cubre con los fondos de propios, que consisten en 800 rs. del prod. de la hoja del monte y repartimiento vecinal.
(Madoz, 1845, pp. 402-403)

### Patrimonio
Aragosa cuenta con una iglesia románica del siglo XII, con enterramientos visigodos datados entre los siglos VI y VII. 
También son interesantes el tradicional lavadero y la red de canales y acequias usadas para abastecer a la central hidroeléctrica y para riego de las huertas. 
Llegó a contar con un Castillo Castillo que estuvo poblado en 1143, mediante el favor de Alfonso VII de la "villa deserta de Pharagosa". Posteriormente pasó a la iglesia de Sigüenza. En el XV pasa a Alfonso Carrillo de Mendoza. En la actualidad apenas quedan restos visibles 

## Demografía
| Gráfica de evolución demográfica de Aragosa entre 1842 y 1842 |
| |
| Población de derecho según los censos de población del INE Población de hecho según los censos de población del INEEntre el censo de 1857 y el anterior, este municipio desaparece porque se integra en el municipio 19168 (Mandayona) |

| 19 (Guadalajara) | 168 (Mandayona) | Aragosa | 58 | 45 | 30 | 32 | 26 |

## Industria
Entre las localidades de La Cabrera y Aragosa, en la zona conocida como Caserío de los Heros, se encuentra lo que fuera la antigua fábrica donde se creó el primer papel moneda utilizado en España. Estuvo funcionando hasta la década de 1960. El Banco de España en 1868, les contrató para la fabricación del papel de los billetes de 100 escudos.
Existió un proyecto para construir un centro de biosalud y alojamiento rural en esta antigua fábrica de papel moneda pero no superó la Declaración de Impacto Ambiental.
Otro ejemplo de industria es la mini-central hidroeléctrica situada en el propio pueblo, cerca del merendero. El canal que recorre el pueblo es lo que suministra el agua a la central para la generación de energía.

### Turismo
Existen varias casas rurales debido a la riqueza de su patrimonio natural como parque natural del Barranco del Río Dulce. 
Se pueden realizar varias rutas entre los diversos puntos geográficos que comunican esta zona y los núcleos urbanos como Pelegrina y La_Cabrera, así como otras localidades de alrededor. 
La Ruta de la Lana discurre de igual modo entre Mirabueno y Baides, y también la ruta conocida como Camino del Cid.

## Fiestas patronales
Las fiestas se celebran el 16 de agosto, por San Roque, cumpliéndose todavía la noche de víspera el ritual salto de las hogueras de espliegos, que según un dicho popular nos libera de peste y males.

## Geología

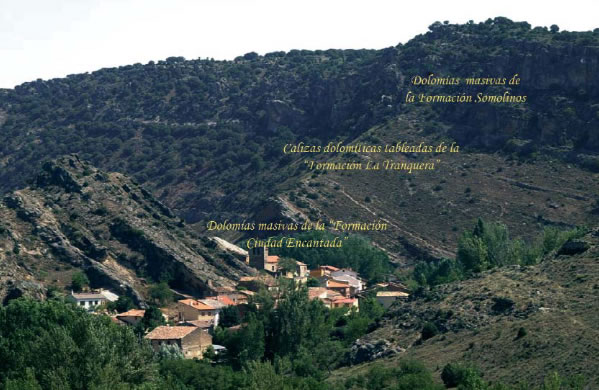
Formaciones del Cretácico Superior cercanas al núcleo poblacional de Aragosa

Aragosa está situada dentro del entorno del barranco del Río Dulce, cuyo registro sedimentario se reinicia hace 99 millones de años cuando un nuevo descenso del nivel del mar hizo retroceder la línea de costa hacia el noreste. Nuevos sistemas fluviales se encargaron de desmantelar el relieve existente, generando grandes depósitos de arenas, areniscas, y arcillas blancas caoliníferas, a veces rojas o violáceas, denominados “Formación Utrillas”. Se siguieron sucediendo episodios de ascenso y descenso del nivel del mar. 
El ascenso durante el Cretácico Superior, alcanzó uno de los niveles máximos de la zona hace 92 millones de años, depositándose margas, dolomías y calizas, correspondientes a la "Formación Dolomías de la Ciudad Encantada” y “Somolinos”, y otras de apariencia más tableadas. Esta situación se mantuvo hasta que hace 66 millones de años el mar se retiró definitivamente de la zona, dejando el área completamente emergida, e independizando gran cantidad de lagos y zonas pantanosas. 
En las laderas cercanas al núcleo urbano se observa el diferente relieve que dan cada una de las formaciones de dolomías y calizas dolomíticas, debido a la diferente resistencia que ofrecen a la erosión. Los mayores escarpes se dan en las dolomías masivas, presentes en el tramo inferior y superior, dando un menor resalte las calizas tableadas del tramo medio.
Existen diversas formaciones geológicas curiosas en todo el entorno del Río Dulce. Una de ellas conocida popularmente como "La cabeza del león" se puede encontrar fácilmente en la carretera que conduce a la localidad.

## Hidrografía

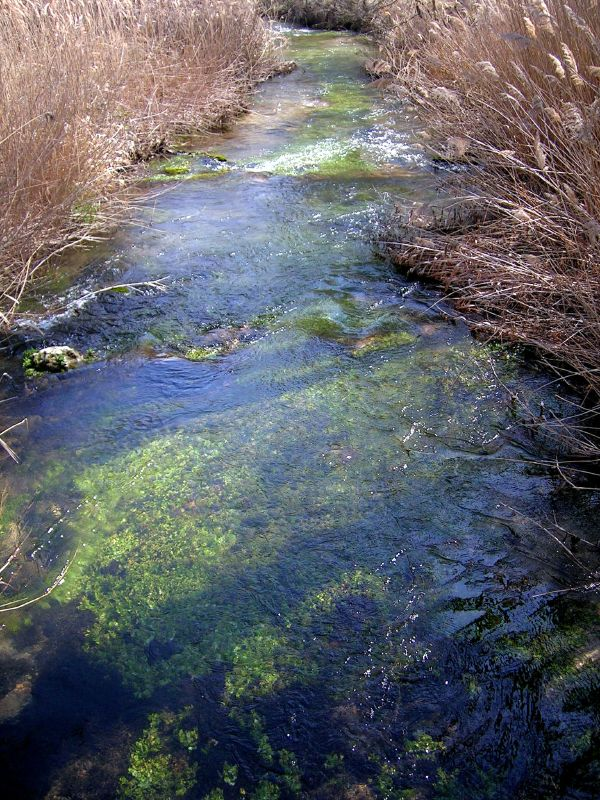
Río Dulce por Aragosa